# Угольок (селище)
Угольок (рос. Уголёк) — селище в Желєзногорському районі Курської області Російської Федерації.
Населення становить 22 особи. Входить до складу муніципального утворення Разветьєвська сільрада.

## Історія
Населений пункт розташований на території українського етнічного та культурного краю Східна Слобожанщина.
Від 2004 року входить до складу муніципального утворення Разветьєвська сільрада.

## Населення
| 1926 | 1979 | 2002 | 2010 |
| ---- | ---- | ---- | ---- |
| 80   | ↘45  | ↘14  | ↗22  |